# Domnești (Ilfov)
Domnești is een gemeente in het Roemeense district Ilfov en ligt in de regio Muntenië in het zuidoosten van Roemenië. De gemeente telt 5804 inwoners (2005).

## Geografie
De oppervlakte van Domnești bedraagt 37 km², de bevolkingsdichtheid is 157 inwoners per km².
De gemeente bestaat uit de volgende dorpen: Domnești en Ţegheş.

## Politiek
De burgemeester van Domnești is Tudor Gheorghe (PSD).